# Jan von Wartenberg
Jan von Wartenberg war ein böhmischer Adliger, der die Herrschaft Tetschen (Děčín) besaß und über umfangreichen Einfluss im südöstlichen Erzgebirge verfügte. Am 15. Juni 1397 erhielt er von Sigismund von Ungarn die Stadt Küstrin verliehen. 
Seine Schwester Metze (Mathilde) war mit dem Edlen Herrn Anarg von Waldenburg zu Wolkenstein verheiratet. Nachdem dieser verstorben war, erhielt sie am 8. April 1386 von Markgraf Wilhelm I. von Meißen als Leibgedinge die Herrschaft Scharfenstein im Zschopautal verliehen. Ihr Bruder Jan von Wartenberg trat bei diesem Rechtsgeschäft als ihr Vormund in Erscheinung, der geloben musste, wegen der Herrschaft Scharfenstein nicht gegen den Markgrafen von Meißen zu sein.